# HD178065
HD178065 — хімічно пекулярна зоря спектрального класу B9, що має видиму зоряну величину в смузі V приблизно  6,5.
Вона  розташована на відстані близько 751,5 світлових років від Сонця.

## Пекулярний хімічний склад
Зоряна атмосфера HD178065 має підвищений вміст 
Hg
.